# 柔茎香茶菜
柔茎香茶菜（学名：Isodon flexicaulis）为唇形科香茶菜属下的一个种。